# Забирова, Фарида Мухамедовна
Фарида Мухамедовна Забирова (тат. Фәридә Мөхәммәт кызы Зәбирова; 11 февраля 1954, Казань, Татарская АССР, РСФСР, СССР — 27 июня 2021, Казань, Российская Федерация, Республика Татарстан) — советский и российский архитектор. Заместитель председателя (2009—2021), председатель Татарстанского отделения Всероссийского общества охраны памятников истории и культуры (2021). Заслуженный архитектор Республики Татарстан (2001).

## Биография
Фарида Мухамедовна Забирова родилась 11 февраля 1954 года в Казани. Мать — фининспектор Равия Хабибулловна; отец — Мухамед Шамсеевич, участник Великой Отечественной войны, проректор Казанского финансово-экономического института. Брат — Рустэм (архитектор); сестра — Ляйля (экономист).
Училась в средней школе № 3. В 1976 году с отличием окончила архитектурный факультет Казанского инженерно-строительного института, где училась у С. С. Айдарова. В 1976—1977 годах прошла стажировку в Московском архитектурном институте, также преподавала в КИСИ. После получения образования работала архитектором в Татарской специальной научно-реставрационной мастерской объединения Росреставрация (1977—1981), была начальником сектора проектных работ (1981—1986) и производственной группы охраны памятников (1986—1991) в Главном архитектурно-планировочном управлении Казанского городского исполнительного комитета. В 1993 году стала руководителем персональной творческой мастерской «Забир».
В 1991—2000 годах являлась председателем правления Союза архитекторов Республики Татарстан. В 1991—2005 годах занимала пост начальника Управления государственного контроля охраны и использования памятников истории и культуры Главного управления архитектуры и градостроительства города Казани, а в 2006—2009 годах являлась ведущим консультантом Управления архитектуры и градостроительства Министерства строительства, архитектуры и жилищно-коммунального строительства Республики Татарстан. В дальнейшем была старшим преподавателем кафедры градостроительства и планировки сельских населенных мест (2008—2016) и по совместительству доцентом кафедры реконструкции, реставрации архитектурного наследия и основ архитектуры Казанского государственного архитектурно-строительного университета (2016—2019), а также преподавала в магистратуре «Всемирное культурное наследие: международный менеджмент» Института международных отношений Казанского (Приволжского) федерального университета.
В 2009 году на учредительной конференции Татарстанского отделения Всероссийского общества охраны памятников истории и культуры избрана заместителем председателя, а в 2021 года сменила Р. С. Хакимова на этом посту. Будучи членом ВООПиК с 1968 года, активно участвовала в сохранении историко-культурного наследия Казани. Под руководством А. Х. Халикова и С. С. Айдарова участвовала в археологических раскопках и консервации Караван-сарая и Соборной мечети в Билярске (1977—1979), мавзолея казанских ханов в Казанском Кремле (1977—1978), в разработке концепции научной концепции сохранения, реставрации и использования Казанского Кремля (1993—1994), в подготовке документов и разработке номинации данного ансамбля на статус объекта Всемирного наследия ЮНЕСКО (1998—2000). Являлась руководителем авторских коллективов по разработке проектов реставрации Губернаторского дворца и Пушечного двора в Казанском Кремле, Александровского пассажа, здания духовной семинарии, сохранения и развития Старо-татарской слободы.
Являясь аттестованным экспертом по проведению государственной историко-культурной экспертизы Министерства культуры Российской Федерации, подготовила более ста проектов реставрации объектов культурного наследия. Разработала проекты зон охраны Билярского городища (1979), Болгарского городища и Свияжска (оба — 2012), объектов культурного наследия Казани (1988), Чистополя (2012), Елабуги (2013), Тетюшей (2013), Лаишева (2013), ряда районов Татарстана. Являлась автором проектов реставрации Апанаевской мечети (1987), дома Кекина (2000), мечети Марджани (2005), дома Хорохова (2012, ул. Тукая), здания 1-й Казанской гимназии (2012), усадьбы Юнусовых (2012), усадьбы Бурнаевых (2012—2013), дома Урванцовых (2012—2014), дом Чекмарева-Каменева (2012—2014), зданий Адмиралтейской конторы (2012—2015), дома Дротоевского (2015), воссоздания жилого дома (2013, ул. Большая Красная), дома Бахтеева (2017, ул. Тукая). Занималась разработкой плана ремонта памятников культуры при расселении ветхого жилья и реконструкции центра Казани, умела конструктивно доносить до власти проблемы и вопросы градозащитников, в частности, активно выступала за сохранение исторической архитектуры города и выступала против сноса номеров «Булгар». При этом, в 2006 году по заключению Забировой был снесён флигель дома, в котором жил А. Кутуй — по этому факту в её отношении было возбуждено уголовное дело, прекращённое затем «в связи с истечением срока давности».
Член Союза архитекторов России (1989), член его правления (1991—2000, 2004—2012). Являлась членом президиума республиканского Фонда культуры, председателем координационного совета творческих союзов Республики Татарстан, членом Международного совета по сохранению памятников и достопримечательных мест (1998), членом-корреспондентом Российской академии архитектурного наследия (2000) и советником Российской академии архитектурно-строительных наук (2009). В 2013—2016 годах состояла членом Общественной палаты Республики Татарстан, а в 2016 году стала членом Общественного совета при Комитете Республики Татарстан по охране объектов культурного наследия. Была членом отраслевой научной коллегии Татарской энциклопедии по архитектуре, принимала участие в составлении каталога объектов культурного наследия в районах Татарстана. В 2001 году удостоена звания заслуженного архитектора Республики Татарстан (2001), в 2016 году поощрена благодарностью президента Республики Татарстан (2016), а в 2019 году получила медаль «За доблестный труд».
Фарида Мухамедовна Забирова скончалась 27 июня 2021 года в Казани в возрасте 67 лет. 15 июня была госпитализирована в Республиканскую клиническую больницу с воспалением лёгких, умерла от осложнений коронавирусной инфекции. Прощание прошло у мечети Марджани с совершением джаназа-намаза, похоронена Забирова была на Ново-Татарском кладбище. Спустя несколько месяцев после её смерти, Кировский районный суд Казани по иску Министерства юстиции РФ ликвидировал Татарстанское отделение ВООПИиК, после чего организация была воссоздана под руководством Н. М. Топал.

## Награды
- Медаль «В память 1000-летия Казани» (2005 год)[6].
- Медаль «За доблестный труд» (2019 год) — за большой вклад в сохранение и развитие культурного наследия республики, многолетнюю плодотворную работу[55].
- Благодарность Министра культуры Российской Федерации (2016 год)[6].
- Благодарность Президента Республики Татарстан (2016 год) — за плодотворную работу, достойный вклад в сохранение историко-культурного наследия Республики Татарстан[56].
- Почётное звание «Заслуженный архитектор Республики Татарстан[тат.]» (2001 год)[1].
- Почётный диплом Международной общественной премии имени Алексея Комеча «За общественно значимую гражданскую позицию в деле защиты и сохранения культурного наследия России» (2021 год) — за многолетнюю научную, просветительскую и общественную деятельность по изучению, выявлению и сохранению объектов культурно наследия, за значительный вклад в дело реставрации памятников культового зодчества Республики Татарстан[57].

## Личная жизнь
Была дважды замужем. Два сына — Максим (архитектор) и Дмитрий (экономист). Владела английским языком. Любила шить и конструировать игрушки, коллекционировала значки с гербами городов. Также увлекалась классическим джазом, импрессионизмом, японской живописью и персидской миниатюрой.

## Память
Планируется установка мемориальной доски, над которой в 2022 году начал работу сульптор В. А. Демченко.